# Abat-jour en peau humaine

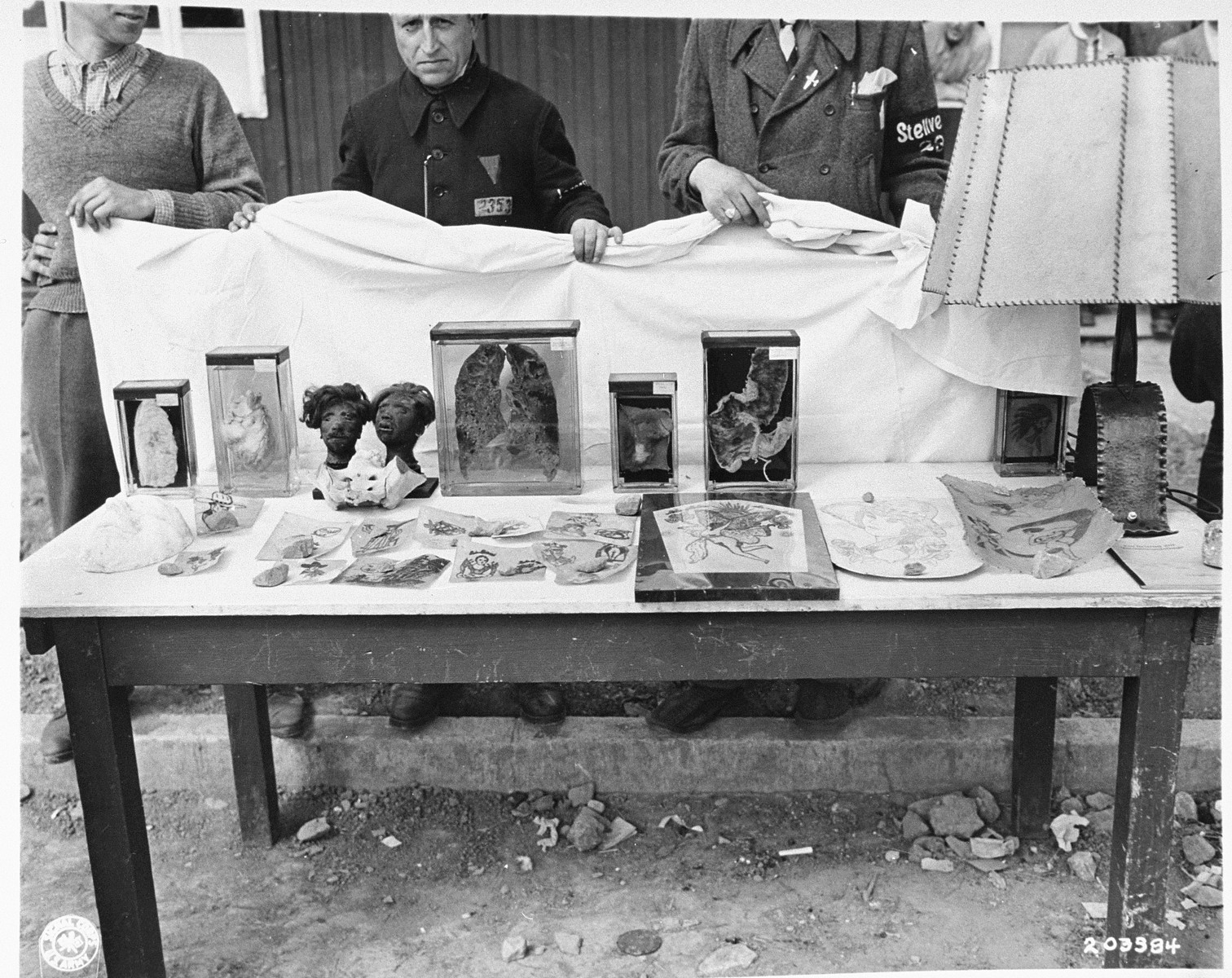
Quelques restes humains à Buchenwald y compris un abat-jour disparu, en peau humaine selon plusieurs témoignages, et qui n’a pas pu être testé : « L'abat-jour, qui a été montré dans diverses photos du 16 au 21 avril 1945, ne figurait apparemment plus parmi les preuves à la fin du mois d'avril, et il n'a été retrouvé dans aucune collection américaine à ce jour. Ce en quoi il consistait réellement ne peut donc plus être vérifié; les commentateurs contemporains parlent d'un abat-jour en peau humaine ».

Un abat-jour en peau humaine est la réalisation d'un abat-jour de lampe à partir de peau humaine. Il existe deux allégations notables de la réalisation d'abat-jour en peau humaine. La première est apparue après la Seconde Guerre mondiale, où il a été allégué que les nazis avaient fabriqué des abat-jour à partir de peau de détenus assassinés dans des camps de concentration. La suivante est celle des années 1950, quand le meurtrier Ed Gein, peut-être influencé par les histoires sur les nazis, a réalisé un abat-jour avec la peau d'une de ses victimes.

## Histoire de l'anthropodermie
L'utilisation connue comme trophée de la peau écorchée des ennemis vaincus remonte à l'antiquité. Dans l'ancienne Assyrie, l'écorchement d'ennemis vaincus et de dissidents était une pratique courante. Les Assyriens laisseraient la peau se tanner sur les murs de leur ville. 
Certains livres ont été reliés en peau humaine depuis au moins le XIXe siècle.
La peau du meurtrier de la grange rouge William Corder a été utilisée pour lier les notes du procès de 1828. Ce livre est actuellement exposé dans un musée du Suffolk.

## Ère nazie, Holocauste et Seconde Guerre mondiale
Après la défaite de l'Allemagne nazie, des allégations ont circulé selon lesquelles Ilse Koch, épouse du commandant du camp de concentration de Buchenwald, possédait des abat-jour en peau humaine et avait spécifiquement tué des prisonniers tatoués afin d'utiliser leur peau à cette fin. Après sa condamnation pour crimes de guerre, le général Lucius D. Clay, gouverneur militaire intérimaire de la zone américaine en Allemagne, a réduit sa peine à quatre ans de prison au motif « qu'il n'y avait aucune preuve convaincante qu'elle avait choisi des détenus des camps de concentration nazis pour les exterminer afin de se procurer des peaux tatouées, ou qu'elle possédait des articles en peau humaine ». 
Jean Edward Smith dans sa biographie, Lucius D. Clay, une vie américaine, a rapporté que le général avait soutenu que les abat-jour en cuir étaient faits de peau de chèvre. Le livre cite une déclaration faite par le général Clay des années plus tard : 
Il n'y avait absolument aucune preuve dans la transcription du procès, si ce n'est qu'elle était une créature plutôt détestable, qui pouvait justifier la peine de mort. Je suppose que j'ai été plus maltraité pour cela que pour toute autre chose que j'ai faite en Allemagne. Un journaliste, qui l'avait appelée la "salope de Buchenwald", avait écrit qu'elle avait des abat-jour faits de peau humaine dans sa maison. Et cela a été présenté au tribunal, où il a été prouvé sans l'ombre d'un doute que les abat-jour étaient faits en peau de chèvre. L’abat-jour présenté sur une table en avril 1945 avec les restes humains de Buchenwald ayant disparu,  il est probable que celui  «retrouvé»  et présenté au procès n’était pas l’original.
Les accusations ont été portées une fois de plus lors de sa ré-arrestation, mais elles se sont à nouveau révélées infondées. Le journaliste Mark Jacobson prétend être en possession de cet abat-jour, mais ces affirmations sont contestées,. Elle a néanmoins été condamnée pour la deuxième fois à la prison à vie pour ses autres crimes.

La Buchenwald Memorial Foundation déclare que :
Concernant l'existence d'un abat-jour en peau humaine, il y a deux témoins crédibles qui ont fait des déclarations sous serment : Dr. Gustav Wegerer, autrichien, prisonnier politique, kapo de l'infirmerie, et Josef Ackermann, prisonnier politique et secrétaire du médecin du camp, Waldemar Hoven.
Wegerer a expliqué : "Un jour à peu près à la même époque [1941], le commandant du camp Koch et le médecin SS Müller se sont présentés à mon poste de travail à l'infirmerie. À cette époque, on préparait pour Koch un abat-jour en peau humaine tannée et tatouée. Koch et Müller choisirent parmi les peaux humaines tannées et parcheminées disponibles celles qui portaient les tatouages appropriés pour l'abat-jour. De la conversation entre les deux, il est apparu clairement que les motifs choisis auparavant n'avaient pas plu à Ilse Koch. L'abat-jour fut alors terminé et remis à Koch". Le Dr Hans Mueller, plus tard médecin SS à Obersalzberg, fut pathologiste à Buchenwald de mars 1941 à avril 1942. La période peut être définie plus précisément par la déclaration d'Ackermann.
- Ackermann a livré la lampe, comme il l'a déclaré en 1950 devant le tribunal. Le pied de la lampe était fait d'un pied humain et d'un tibia ; sur l'abat-jour on voyait des tatouages et même des mamelons. À l'occasion de la fête d'anniversaire de Koch [août 1941], le médecin du camp Hoven lui demanda d'apporter la lampe à la villa des Koch. C'est ce qu'il fit. Un des invités de la fête lui a dit plus tard que la présentation de la lampe avait été un grand succès. La lampe disparut aussitôt après que les dirigeants SS en eurent eu connaissance. On ne pouvait pas accuser Ilse Koch d'avoir fabriqué l'abat-jour.

## Ed Gein
Ed Gein (1906-1984), était un tueur et un voleur de cadavres, actif dans les années 1950, qui fabriquait des trophées à partir de cadavres qu'il volait dans un cimetière local. Lorsqu'il a finalement été arrêté, une fouille des lieux a révélé, entre autres artefacts troublants, un abat-jour fait de peau humaine. Gein semble avoir été influencé par les histoires alors en cours sur les nazis collectant des parties du corps afin de fabriquer des abat-jour et d'autres objets.

## Voir également
- Production expérimentale de savon humain dans l'Allemagne nazie
- Ilse Koch
- Ed Gein
- Bibliopégie anthropodermique
- Coupe en crâne
- Tête réduite